# 58163 Мінезанг
58163 Мінезанг (58163 Minnesang) — астероїд головного поясу, відкритий 23 жовтня 1989 року.
Тіссеранів параметр щодо Юпітера — 3,501.